# Walery Kulikowski
Walery (Walerian) Kulikowski (ur. w 1836 roku w Wilnie – zm. w 1910 roku w Kijowie) – rządowy budowniczy w Kownie, naczelnik cywilny miasta Kowna w powstaniu styczniowym.
Ukończył inżynierię w Petersburgu. Aresztowany, po 2 latach śledztwa został skazany na osiedlenie na Syberii, konfiskatę majątków i utratę praw. Przebywał w Irkucku. W 1871 roku odzyskał prawa stanu. Zajmował się budową domów murowanych w Nerczyńsku.  W 1876 roku zamieszkał w Kijowie, gdzie wraz ze wspólnikiem założył fabrykę kafli i wyrobów terakotowych. 